# Melomys bougainville
Melomys bougainville  (Troughton, 1936) è un roditore della famiglia dei Muridi diffusa su alcune delle isole Salomone.

## Descrizione

### Dimensioni
Roditore di piccole dimensioni, con la lunghezza della testa e del corpo tra 135 e 149 mm, la lunghezza della coda tra 135 e 140 mm, la lunghezza del piede tra 23,9 e 27,3 mm, la lunghezza delle orecchie tra 12,9 e 14,3 mm e un peso fino a 86 g.

### Aspetto
Il colore delle parti dorsali è rosso-giallastro brillante. Le guance, i fianchi e le zampe hanno riflessi color cannella, mentre le parti ventrali, le labbra, la gola e le parti interne degli arti sono bianco- giallastre o avorio. Le mani e i piedi sono bianco-crema, con una striscia scura che si estende sul dorso. I piedi sono molto larghi. Le orecchie sono piccole e rotonde. La coda è più corta della testa e del corpo, è praticamente priva di peli, con circa 16 anelli di scaglie per centimetro, disposte a mosaico e leggermente sporgenti. La parte terminale dorsale è liscia, e presumibilmente semi-prensile.

## Biologia

### Comportamento
È una specie arboricola.

### Riproduzione
Una femmina che allattava un piccolo di circa 26 g è stata catturata nel mese di marzo.

## Distribuzione e habitat
Questa specie è diffusa sull'isola di Bougainville, Buka e Choiseul, nelle Isole Salomone settentrionali.
Vive probabilmente in ambienti con la presenza umana, come campi coltivati e all'interno di case.

## Conservazione
La IUCN Red List, considerata la mancanza di informazioni recenti sull'areale, lo stato della popolazione, le eventuali minacce nonché i dubbi sulla validità di specie distinta, classifica M.bougainville come specie con dati insufficienti (DD).